# Долно-Поле
Долно-Поле (болг. Долно поле) — село в Болгарии. Находится в Хасковской области, входит в общину Стамболово. Население составляет 72 человека.

## Политическая ситуация
В местном кметстве Долно-Поле, в состав которого входит Долно-Поле, должность кмета (старосты) исполняет Севинч  Орхан Исмаил (Движение за права и свободы (ДПС)) по результатам выборов.
Кмет (мэр) общины Стамболово — Гюнер Фариз Сербест (Движение за права и свободы (ДПС)) по результатам выборов.